# Фокер F.VIII
Фокер F.VIII/ Fokker F.VIII је холандски двомоторни, вишеседи, висококрилaц авион, мешовите класичне конструкције који се користио као путнички, транспортни авион између два рата.

## Пројектовање и развој
Због повећања броја путника углавном на европским линијама у другој половини 1920-их, КЛМ је затражио од Фокера да развије веће авионе за европске руте. Главни конструктор Фокера, Рајнхолд Плац је на бази авиона F.VII пројектовао авион са ширим трупом у односу на F.VII, тако да је у кабину могло да стане 15 путника.
На првим цртежима се види да је авион планиран као тромоторац, међутим, мотори су се у то време показали снажнијим и поузданијим, па је одлучено да се средњи мотор изостави. Због тога је било могуће да се у носу отворе врата за утовар терета. Авион Фокер F.VIII је 12. марта 1927. направио свој први лет.

## Технички опис
Труп авиона Фокер F.VIII је био правоугаоног попречног пресека. Носећа структура трупа авиона је била направљена као решеткаста заварена конструкција направљена од танкозидих челичних цеви високе чврстоће а облога трупа је била делимично од дуралуминијумског лима и импрегнираног платна (кљун авиона је био обложен лимом а путничка кабина и реп су били обложени импрегнираним платном). Улаз у авион са степеништем се налазио на левој бочној страни трупа авиона. Кокпит пилота је био смештен у затвореној кабини, која се налазила у кљуну трупа авиона, до кога се стизало пролазима кроз путничку кабину /теретни простор. Пилотска кабина је имала велике предње и бочне прозоре тако да су имали изванредну прегледност. Бочни прозори су се могли отварати. Седишта у путничкој кабини су била у распореду 2+1 у реду са пролазом између седишта. Авион је имао 5 редова седишта. На крају путничке кабине (у репу) налазио се тоалет и простор за пртљаг. Кабина је била опремљена сталажом за одлагање ручног пртљага и лепим великим прозорима који су омогућавали путницима да уживају у лету кад су то временске прилике дозвољавале.
Погонска група се састојала од два радијална ваздухом хлађена мотора смештених у кондоле окачене испод крила и у највећем броју двокраких алуминијумских вучних елиса. Авиони прављени у Мађарској имали су четворокраке дрвене елисе. На овај авион су се уграђивали следећи мотори: Gnome-Rhone Jupiter VI снаге 500 , Pratt & Whitney Wasp снаге 525 или Wright Cyclone R-1820 снаге 640KS, док су на прототип били угађени мотори Gnome-Rhône Jupiter IV снаге 440 KS.
Један авион Фокер F.VIII који је прављен за потребе холансдке владе а користио се за фотограметријска снимана имао је уграђене моторе у крило авиона како мотори неби ометали снимање тла. После обављеног посла Влада је авион препустила холандској војсци.
Крило је било једноделно, самоносеће, дебелог профила. Конструкција крила је била од дрвета са две решеткасте дрвене рамењаче, а облоге делом од дрвене лепенке (шпер плоче) а делом од импрегнираног платна. За чврсте рамењаче су везивани остали елементи авионске конструкције као што су стајни трап и крилни мотори. Покретни делови крила су такође имали конструкцију од дрвета док им је облога била од импрегнираног платна. Геометријски посматрано, половина крила је имала облик једнакокраког трапеза, са заобљеним крајем. Осна линија крила је била управна на осу трупа авиона. С обзиром на дебљину профила крило је имало простране крилне шупљине, тако да су у њега без проблема могли да стану резервоари за гориво. Главни резервоари за гориво су се налазили у делу крила изнад трупа авиона. Кроз крило су пролазили сви потребни уређаји и инсталације. На крајевима крила су се налазила навигациона светла.
Репне површине су класичне и састоје се од вертикалног и два хоризонтална стабилизатора, кормила правца и висине. Сви елементи су имали конструкцију од челичних цеви а облогу од импрегнитаног платна. Хоризонтални стабилизатори су упорницама са доње стране били ослоњени на труп авиона а са горње стране су били затезачима причвршћени за вертикални стабилизатор и на тај начин додатно укрућени.
Стајни трап је био класичан фиксан са великим предњим точковима. Састојао се од троугласте виљушке причвршћене за труп авиона и вертикални носач у коме је био уграђен уљани амортизер а ослањао се на предњу рамењачу крила. Размак између точкова је био доста велики а и концентрација маса се налазила унутар размака па је стабилност при слетању и полетању овог авиона била задовољавајућа. На крају репа авиона налазила се еластична дрљача као трећа ослона тачка авиона.

## Верзије
Различите верзије овог авиона су последица уградње различитих мотора. Код фокера је то била уобичајена ствар да су на захтев наручиоца уграђивали моторе које је корисник захтевао. У прототип су уграђени мотори Gnome-Rhône Jupiter IV снаге 440 KS, а у серијске авионе уграђивани су следећи мотори: Gnome-Rhone Jupiter VI снаге 500 , Pratt & Whitney Wasp снаге 525 или Wright Cyclone R-1820 снаге 640KS.

## Земље које су користиле авион Фокер
| - Холандија - Мађарска - Шведска | - Велика Британија - Венецуела - Финска |

## Оперативно коришћење
Укупно је произведено 10 авиона Фокер F.VIII. КЛМ је купио 7 комада а мађарски Malert је купио један авион. У мађарској је још на основу лиценце направљено још два ова авиона. Сви авион су коришћени за превоз путника.  КЛМ је са овим авионом имала две авио несреће један авион је пао у Кенту 22. августа 1927 а други 11. априла 1928. је морао принудно да слети због квара на мотору и притом је потпуно уништен.
КЛМ је 1936. године продао два авиона Бритиш ервејзу, трећи је отишао у Венецуелу 1937. године, четврти шведској АБА 1934. и шведском ваздухопловству као Тп 10 1939. године . Машина коју је КЛМ продао Бритиш ервејзу 1937. године прво је служила шведској компанији ГА Флигрендер од 1939. године, а потом и финском ваздухопловству. Изгубљен је приликом наглог слетања у септембру 1941. Још једна КЛМ машина била је у власништву холандских оружаних снага од 1937. године.